# Inopsis sylia
Inopsis sylia là một loài bướm đêm thuộc phân họ Arctiinae, họ Erebidae.